# Clima submediterrani
El clima submediterrani és una subdivisió del clima mediterrani.
Generalment correspon a localitats ubicades a la muntanya mitjana entre els 800 i els 1400 metres tot i que segons les condicions orogràfiques (fons de valls) pot presentar-se en cotes més baixes.
El caracteritzen el fet de situar-se en la banda baixa respecte a temperatures i amb més humitat que el clima mediterrani estricte.
La temperatura mitjana d'un lloc de clima submediterrani sol estar entre 10 i 14 °C mentre que la pluviometria pot ser la mateixa o superior a les estacions de clima mediterrani típic però per efecte de les més baixes temperatures la humitat sempre és superior.
La vegetació dels climes submediterranis és de transició entre la típicament mediterrània i l'eurosiberiana. Encara hi són presents les espècies mediterrànies més resistents al fred com l'alzina però hi apareixen ja diversos tipus de roures i moltes plantes de fulla caduca.
Osona és una comarca típica amb clima submediterrani la inversió tèrmica però fa que en el fons de la Plana de Vic, a 400 metres d'altitud, les temperatures hivernals siguin més fredes que a la muntanya mitjana d'aquesta comarca. Submediterrani també és gran part de la Provença i resta d'Occitània no litoral.